# 徐國勇
徐國勇（1958年6月7日—），臺灣律師、政治人物及電視主持人，民主進步黨籍，候任民進黨秘書長，曾任內政部部長、立法委員、臺北市議會議員、行政院發言人、政務委員。曾是綠色和平電台節目主持人，也曾主持過環球電視台電視節目。最廣為人知的是曾任三立新聞台政論節目《前進新台灣》主持人。2022年12月辭去內政部部長後轉任民視新聞台政論節目《全國第一勇》主持人，其親侄女為僑務委員會委員長徐佳青。

## 早年
徐國勇早年家境清寒，小學就讀臺北市萬華區龍山國民小學，中學就讀臺北市立雙園國民中學。國中畢業後，父母已經幫他找好工作，他很不開心，坐公車去逛台北市，剛好看到臺灣省立臺北師範專科學校的特教班在招學生且不用學費，於是他就去念。後來，從臺灣省立臺北師範專科學校啟智教育組畢業後，成為特教老師被派回他的小學母校臺北市萬華區龍山國民小學。考上中興大學法律系，再考取律師執照而成為執業律師，並取得國立臺灣海洋大學海洋法律研究所法學博士學位。

## 政治生涯
後來獲於中興法商（今國立臺北大學）法律系同班同學、時任立法委員的卓榮泰（曾任行政院秘書長、民主進步黨秘書長、民主進步黨主席，現任行政院院長）辦公室聘徐國勇為總執行長，甚至成為民主進步黨各級民意代表的助選助講人，及後於相同選區中，先後當選臺北市議會議員及立法委員。
2000年12月20日，徐國勇與台灣教授協會等團體，組成立委減半行動聯盟。12月25日，參與「立委減半、國家不亂」大遊行，徐以該聯盟發起人兼遊行副總指揮的身份推動立委席次減半運動。

### 立法委員
2016年1月16日，當選民主進步黨籍第九屆不分區立法委員，2月1日到職。擔任立委期間，參與過49個法條修正案，有111次沒有行使投票表決權，投票缺席率達到29.52%。

### 行政院發言人
2016年10月1日起，因時任行政院發言人童振源轉任國家安全會議諮詢委員，徐國勇接任行政院發言人而辭去立委職務，並由邱泰源遞補。

### 內政部部長
2018年7月16日，行政院宣布徐國勇轉任內政部部長。後於2022年12月7日因健康因素請辭獲准，並由政務次長花敬群代理部長。
2023年卸任後，徐國勇轉往民視新聞台主持電視政論節目。3月透過同黨同志洪健益領表參選民進黨立委初選，選區未定，一度傳出是議員時期的港湖選區或樹林鶯歌選區，但最後宣布退選。

## 軼事
擔任行政院發言人時，曾因誤食姑婆芋送醫，並得到「姑婆勇」的戲稱。

## 選舉紀錄
| 年度 | 選舉屆數             | 選舉區                                 | 所屬政黨   | 得票數    | 得票率 | 當選標記 | 備註 |
| ---- | -------------------- | -------------------------------------- | ---------- | --------- | ------ | -------- | ---- |
| 2002 | 第九屆臺北市議員選舉 | 臺北市第二選舉區                       | 民主進步黨 | 17,482    | 9.48%  |          |      |
| 2004 | 第六屆立法委員選舉   | 臺北市第一選舉區                       | 民主進步黨 | 42,784    | 7.02%  |          |      |
| 2008 | 第七屆立法委員選舉   | 臺北市第四選舉區                       | 民主進步黨 | 60,004    | 35.45% |          |      |
| 2016 | 第九屆立法委員選舉   | 全國不分區及僑居國外國民立法委員選舉區 | 民主進步黨 | 5,370,953 | 44.06% |          |      |

## 外部連結
- （繁體中文）徐國勇的Facebook專頁
- （繁體中文）徐國勇的Instagram帳戶

| 中華民國政府職務                   | 中華民國政府職務                                   | 中華民國政府職務                   |
| ---------------------------------- | -------------------------------------------------- | ---------------------------------- |
| 行政院                             |                                                    |                                    |
| 前任： 童振源                      | 行政院發言人 第五任 2016年10月1日－2018年7月16日   | 繼任： 谷辣斯·尤達卡               |
| 前任： 葉俊榮                      | 內政部部長 第三十二任 2018年7月16日－2022年12月7日 | 繼任： 花敬群（代理） 正任：林右昌 |
| 政党职务                           |                                                    |                                    |
| 民主進步黨                         |                                                    |                                    |
| 前任： 何博文（代理） 正任：林右昌 | 民主進步黨秘書長 第二十六任 2025年8月25日－        | 現任                               |